# Sainte-Foy-de-Montgommery
Pour les articles homonymes, voir Sainte-Foy et Montgommery.
Ne doit pas être confondu avec Saint-Germain-de-Montgommery.
Sainte-Foy-de-Montgommery est une ancienne commune française, située dans le département du Calvados en région Normandie, devenue le 1er janvier 2016 une commune déléguée au sein de la commune nouvelle de Val-de-Vie.
Elle est peuplée de 165 habitants (les Saint-Fidois).

## Géographie
| La Chapelle-Haute-Grue                         | La Brévière                  | Saint-Ouen-le-Houx           |
| La Chapelle-Haute-Grue Les Autels-Saint-Bazile | Sainte-Foy-de-Montgommery    | Lisores                      |
| Crouttes (Orne)                                | Saint-Germain-de-Montgommery | Saint-Germain-de-Montgommery |

## Toponymie
Le nom de la localité est attesté comme Monte Gomeri en 1032–1035, de Monte Gomerico en 1040 et de Monte Gumbri en 1046–1048.
Le toponyme Montgommery peut signifier « le mont de Gomeri », nom de personne germanique encore attesté comme nom de famille sous la forme Gomery. Il est basé sur les éléments guma « homme » et rik « puissance ». Une autre hypothèse se fonde sur les toponymes en -(i)acum, suffixe d'origine gauloise indiquant le lieu ou la propriété, dont l'évolution phonétique a donné la terminaison --(a)y / -(e)y / -é en français (langue d'oïl : -ai / -ei / -i). L'élément -gommery remonterait en fait à un hypothétique *Gomariacum, identifié avec davantage de certitude dans le nom de la commune belge Gomery (Gumerei 1222, Gomerei 1230), basé sur le nom de personne germanique Gomoharius / Gomarius. Dans ce cas, l'appellatif roman Mont- se serait ajouté par la suite, comme les formes anciennes le prouvent pour d'autres toponymes en -(i)acum.

## Politique et administration
| Période                                  | Période   | Identité         | Étiquette | Qualité              |
| ---------------------------------------- | --------- | ---------------- | --------- | -------------------- |
| ?                                        | Mars 2001 | Bernard Laigre   |           |                      |
| 2001                                     | En cours  | Élisabeth Bisson | SE        | Assistante familiale |
| Les données manquantes sont à compléter. |           |                  |           |                      |

Le conseil municipal est composé de onze membres dont le maire et deux adjoints.

## Démographie
L'évolution du nombre d'habitants est connue à travers les recensements de la population effectués dans la commune depuis 1793. À partir du 1er janvier 2009, les populations légales des communes sont publiées annuellement dans le cadre d'un recensement qui repose désormais sur une collecte d'information annuelle, concernant successivement tous les territoires communaux au cours d'une période de cinq ans. 
Pour les communes de moins de 10 000 habitants, une enquête de recensement portant sur toute la population est réalisée tous les cinq ans, les populations légales des années intermédiaires étant quant à elles estimées par interpolation ou extrapolation. Pour la commune, le premier recensement exhaustif entrant dans le cadre du nouveau dispositif a été réalisé en 2007,.
En 2021, la commune comptait 165 habitants, en évolution de −10,33 % par rapport à 2015 (Calvados : +1,58 %, France hors Mayotte : +2,49 %).
Sainte-Foy-de-Montgommery a compté jusqu'à 286 habitants en 1821.
| 1793 | 1800 | 1806 | 1821 | 1831 | 1836 | 1841 | 1846 | 1851 |
| ---- | ---- | ---- | ---- | ---- | ---- | ---- | ---- | ---- |
| 207  | 259  | 281  | 286  | 210  | 208  | 192  | 183  | 166  |

| 1856 | 1861 | 1866 | 1872 | 1876 | 1881 | 1886 | 1891 | 1896 |
| ---- | ---- | ---- | ---- | ---- | ---- | ---- | ---- | ---- |
| 152  | 155  | 178  | 166  | 160  | 164  | 177  | 155  | 157  |

| 1901 | 1906 | 1911 | 1921 | 1926 | 1931 | 1936 | 1946 | 1954 |
| ---- | ---- | ---- | ---- | ---- | ---- | ---- | ---- | ---- |
| 138  | 110  | 116  | 135  | 139  | 124  | 144  | 152  | 180  |

| 1962 | 1968 | 1975 | 1982 | 1990 | 1999 | 2007 | 2012 | 2017 |
| ---- | ---- | ---- | ---- | ---- | ---- | ---- | ---- | ---- |
| 194  | 186  | 168  | 145  | 192  | 174  | 203  | 190  | 174  |

| 2019 | - | - | - | - | - | - | - | - |
| ---- | - | - | - | - | - | - | - | - |
| 169  | - | - | - | - | - | - | - | - |

## Culture locale et patrimoine

### Lieux et monuments
- Église Sainte-Foy du XIIIe siècle.
- Cidrerie.

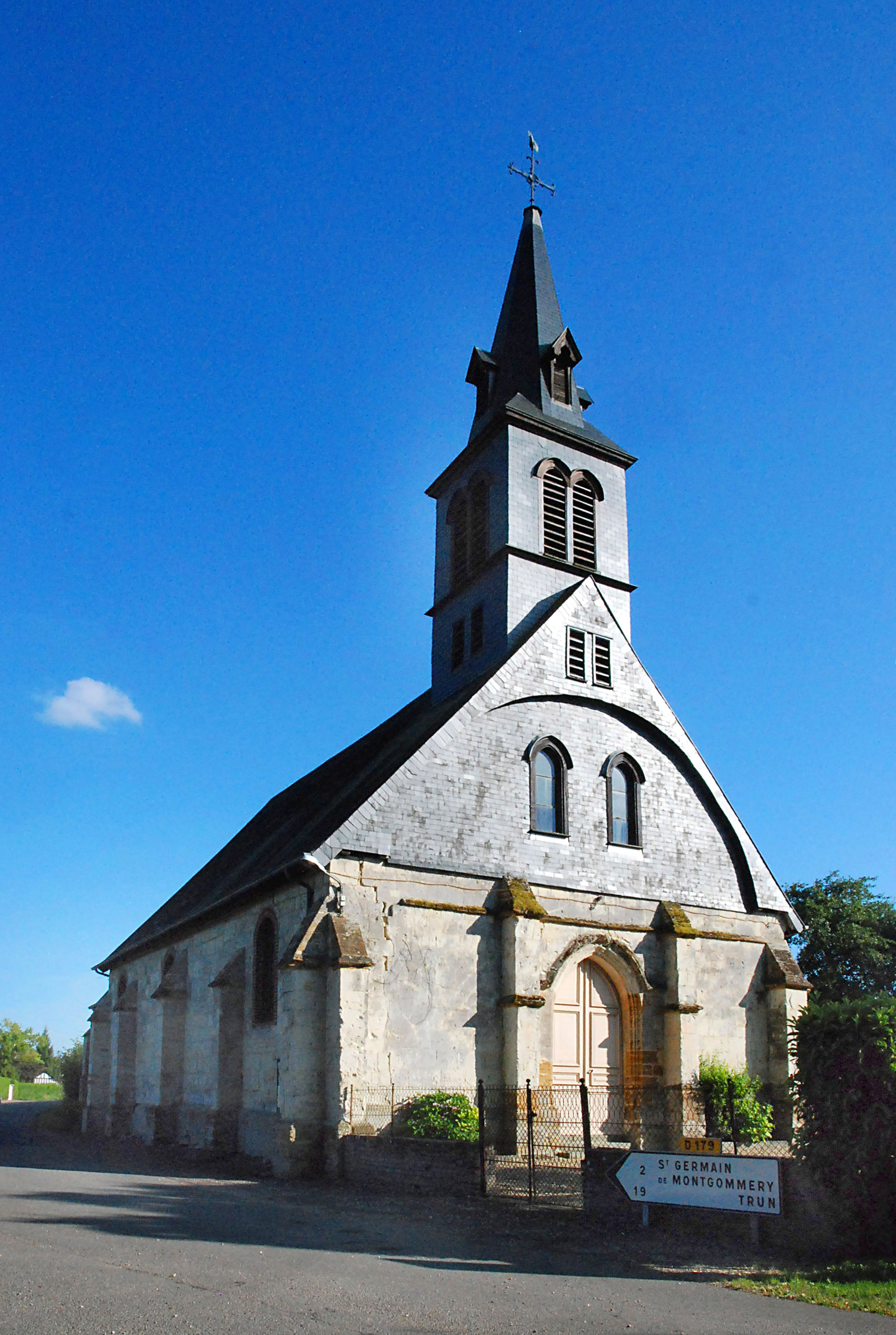
L'église Sainte-Foy.

- Vestiges d'une motte féodale, à l'ouest du village, près de l'église[12]. L'ancien château des Montgommery fut complètement rasé en 1574. À la fin du XVIe siècle, on a reconstruit à 100 mètres du tertre, un manoir à pans de bois parfois nommé château de Montgommery[13].
- Ozilliers, motte[14].

### Personnalités liées à la commune
- Le maréchal Erwin Rommel (1891-1944) fut grièvement blessé (fracture du crâne) dans l'après-midi du 17 juillet 1944 lorsque sa voiture fut mitraillée sur la route entre Livarot et Vimoutiers à hauteur de la commune de Sainte-Foy par deux Spitfire[15] britanniques pilotés par le Français Jacques Remlinger et le Néo-zélandais Bruce Oliver[16]. Son chauffeur et un motard d'escorte furent tués. Rommel sérieusement blessé fut transporté dans le coma dans une pharmacie à Livarot, puis jusqu'à l'hôpital de campagne allemand de Bernay[17].
- Famille de Montgommery.

### Héraldique
| Blason | Blasonnement : Écartelé : aux 1er et 4e d'azur aux trois fleurs de lys d'argent, aux 2e et 3e de gueules aux trois annelets d'or. |